# Trem ligeiro de Belgrado
O Light Rail de Belgrado ou BELAM (Sérvio: Београдски лаки метро / Beogradski laki metro) está planejado para ser um Metropolitano de trânsito devido a construção começará em 2008. É destinada a aliviar o congestionamento do tráfego crescente de Belgrado, com o primeira parte da linha com abertura em 2012. A primeira linha tem um custo estimado de 450 milhões de euros e deverá ser completa em 5 anos.

## A Ideia
A ideia de construir um sistema de Metropolitano em Belgrado é relativamente antiga, e provém de a década de 1950, quando foi conduzido por Belgrado a ideia do Metrô de Belgrado, pelo grande número de habitantes e à falta de infraestrutura de transporte adequada. No entanto, a incapacidade de decidir entre propostas de construção de um moderno sistema eléctrico ou trem e um clássico metropolitano, uma significava que o projeto foi amplamente para ficar estagnado nos próximos anos. A turbulência política da década de 1990 e a falta de financiamento potencial extinguia a continuação do desenvolvimento da ideia.